# Erdbeben von Jalisco 1932
Das Erdbeben von Jalisco ereignete sich am 3. Juni 1932 um 4:36 Ortszeit mit einer Magnitude von 8,1 im mexikanischen Bundesstaat Jalisco. Ihm sind einige schwächere Beben vorausgegangen. Es soll etwa 400 Todesopfer gefordert haben, davon mehr als 30 in Guatemala. In Colima wurden mehr als 200 Häuser beschädigt, einige Dächer stürzten ein. Weitere stark betroffene Städte waren Ayutlan, Manzanillo, Guadalajara, La Barca, Mascota und Uruapan. Selbst in Mexiko-Stadt wurden noch leichte Schäden an Gebäuden registriert. Das Erdbeben hat einen Tsunami ausgelöst. Es gab zwei bedeutende Nachbeben am 18. Juni und am 22. Juni. Letzteres verursachte einen größeren Tsunami als das Hauptbeben, obwohl es eine geringere Magnitude hatte, und forderte weitere 75 Todesopfer.